# 李长𬀩
李长暐（1909年—1987年4月5日），江西信丰人，中国人民解放军将领、中国人民解放军开国少将。
曾任中国人民解放军广州军区空军后勤部部长。1955年，授予中国人民解放军少将。